# Giuseppe Catozzella
Giuseppe Catozzella (Milà, 18 de juny de 1976) és un escriptor i periodista italià.

## Biografia
Nascut a Milà, és llicenciat en filosofia a la Universitat de Milà amb una tesi sobre la lògica en el pensament de Nietzsche. Inicialment va publicar poesies, contes i reportatges a publicacions com Nazione Indiana, IX Quaderno di Poesia da Fare, el web milanomafia.com, o en antologies.
Ha escrit a L'Espresso, Vanity Fair, La Repubblica, Sette, Granta i Lo Straniero. Manté un blog al lloc web d'il Fatto Quotidiano. Ha treballat com a consultor editorial per Arnoldo Mondadori Editore i com a editor per Giangiacomo Feltrinelli Editore. Col·labora, també, com a professor d'escriptura creativa a Itàlia amb la Scuola Holden i als EUA amb la Universitat de Miami i amb el Middlebury College de San Francisco.
De la seva novel·la d'investigació Alveare (Rizzoli, 2011; Feltrinelli, 2014), sobre el domini de la màfia calabresa al nord d'Itàlia, ha estat adaptada al teatre, a la televisió i al cinema. El 2014 va publicar la novel·la Córrer sense por, basada en la vida de Samia Yusuf Omar. Per aquesta novel·la, ha guanyat el Premi Strega Giovani, concedit a la novel·la més valorada pels joves italians, i ha sigut finalista al Premi Strega. Córrer sense por en pocs mesos va vendre més de 300.000 còpies només a Itàlia, i se'n prepara una versió cinematogràfica.
Per la seva atenció a l'Àfrica i Somàlia a la seva novel·la Córrer sense por, ha estat nomenat Ambaixador de bona voluntat de l'Alt Comissionat de les Nacions Unides per als Refugiats.

## Obres
- Non dirmi che hai paura, Feltrinelli, 2014, ISBN 978-88-07-03077-2. Traduïda al català com a Córrer sense por per Anna Casassas amb Sembra (2015).[15]
- Alveare, Feltrinelli, 2014, ISBN 978-88-07-88342-2.
- Fuego, conte, Feltrinelli, 2012 ISBN 978-88-58-85039-8
- Il ciclo di vita del pesce, conte, a Granta, Rizzoli, 2011 ISBN 88-17-04929-8[16]
- Alveare. Il dominio invisibile e spietato della 'ndrangheta del Nord, Rizzoli, 2011 ISBN 978-88-17-04925-2
- Espianti, Transeuropa, 2008 ISBN 978-88-75-80034-5. Investigació sobre el tràfic d'òrgans humans.[10]
- La scimmia scrive, Biagio Cepollaro Edizioni, Poesia, 2007[17]
- El gran futur, traduït al català per Anna Casassas (Sembra Llibres, 2017)

## Premis i reconeixements
- Premi Bruixa Jove 2014
- Finalista al Premi Bruixa 2014
- Premi Società Dante Alighieri 2014
- Superpremio Fenice-Europa 2014
- Premi Fenice-Europa 2014
- Premio Letterario Della Resistenza Città di Omegna 2014
- Premi Carlo Levi 2015
- Premi Literari Ciutat de Rieti 2015
- Premi Anima per la Letteratura Civile 2014
- Premi Letteraria 2014
- Gran Premio delle lettrici di Elle 2015
- Premi Il mio libro 2014
- Premi Albatros Città di Palestrina - Giuria degli studenti 2014
- Premi Torretta Città di Sesto San Giovanni 2015
- Premi giornalistico Gavinelli 2010[18]
- Premi Especial Premio Letterario Basilicata 2009[19]
- Premi Internacional de poesia Kritya 2007